# Юбилейная медаль «25 лет независимости Украины»

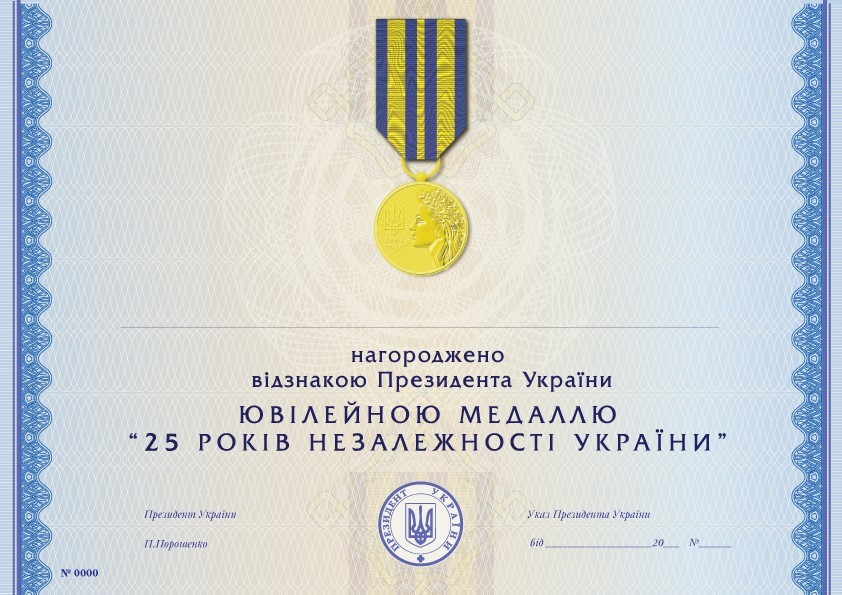
Диплом

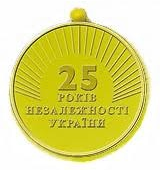
Реверс медали

Юбилейная медаль «25 лет независимости Украины» (укр. ювілейна медаль «25 років незалежності України») — знак отличия президента Украины — государственная награда Украины, учреждённая с целью достойного награждения граждан по случаю знаменательного события в истории национального государства — 25-й годовщины независимости Украины.
Медаль установлена для награждения граждан за выдающиеся личные заслуги в становлении независимой Украины, утверждении её суверенитета и укреплении международного авторитета, весомый вклад в государственное строительство, социально-экономическое, культурно-образовательное развитие, активную общественно-политическую деятельность, добросовестное и безупречное служение Украинскому народу.

## История награды
- Знак отличия президента Украины — юбилейная медаль «25 лет независимости Украины» учреждена Указом президента Украины Петра Порошенко 17 февраля 2016 года[1][2]. Указом поручено Комиссии государственных наград и геральдики утвердить условия и провести всеукраинский конкурс[3] на лучший эскиз медали; внести до 15 апреля 2016 года проект Положения о медали, а также с учётом результатов проведения конкурса проект рисунка медали.
- 29 апреля 2016 года указом президента Украины утверждены Положение о знаке отличия, рисунки медали и диплома[4].

## Положение о медали
- Юбилейной медалью награждаются граждане Украины, иностранцы и лица без гражданства.
- Награждение юбилейной медалью посмертно не производится.
- Выдвижение кандидатур к награждению юбилейной медалью осуществляется в соответствии с Порядком представления к награждению и вручения государственных наград Украины[5].
- Ходатайство о награждении граждан юбилейной медалью вместе с наградных листов установленного образца вносятся областными, Киевской городской государственными администрациями, другими государственными органами в Кабинет Министров Украины в определённом им порядке.
- Представление о награждении юбилейной медалью готовит и вносит на рассмотрение президенту Украины Кабинет Министров Украины. Такое представление вносится списком в бумажном виде и на электронном носителе. К представлению прилагаются соответствующие наградные листы. Представление о награждении граждан юбилейной медалью вносятся на рассмотрение президенту Украины не позднее чем за месяц до соответствующей даты.
- Награждение юбилейной медалью производится указом президента Украины.
- Лицу, награжденной юбилейной медалью, вручаются медаль и диплом установленного образца формата А4.

## Порядок ношения
- Знак отличия президента Украины — юбилейная медаль «25 лет независимости Украины» носится на левой стороне груди после знака отличия президента Украины — юбилейной медали «20 лет независимости Украины».
- Вместо юбилейной медали награждённый может носить планку (на форменной одежде) или миниатюру (на гражданской одежде). Планку носят на груди слева и размещают в такой же последовательности. Миниатюру носят на груди слева.